# Чіфленд (Флорида)
Чіфленд (англ. Chiefland) — місто (англ. city) в США, в окрузі Леві штату Флорида. Населення — 2316 осіб (2020).

## Географія
Чіфленд розташований за координатами 29°29′22″ пн. ш. 82°51′59″ зх. д. / 29.48944° пн. ш. 82.86639° зх. д. (29.489520, -82.866486).  За даними Бюро перепису населення США в 2010 році місто мало площу 16,07 км², уся площа — суходіл.

## Демографія
Згідно з переписом 2010 року, у місті мешкало 2245 осіб у 905 домогосподарствах у складі 558 родин. Густота населення становила 140 осіб/км².  Було 1047 помешкань (65/км²).
Расовий склад населення:
| - 61,5 % — білих - 30,7 % — чорних або афроамериканців - 1,7 % — азіатів - 0,3 % — корінних американців - 2,4 % — осіб інших рас |

До двох чи більше рас належало 3,5 %. Частка іспаномовних становила 6,6 % від усіх жителів.
За віковим діапазоном населення розподілялося таким чином: 29,6 % — особи молодші 18 років, 55,8 % — особи у віці 18—64 років, 14,6 % — особи у віці 65 років та старші. Медіана віку мешканця становила 34,1 року. На 100 осіб жіночої статі у місті припадало 83,9 чоловіків;  на 100 жінок у віці від 18 років та старших — 76,8 чоловіків також старших 18 років.
Середній дохід на одне домашнє господарство  становив 34 910 доларів США (медіана — 21 404), а середній дохід на одну сім'ю — 42 404 долари (медіана — 25 338). Медіана доходів становила 39 358 доларів для чоловіків та 30 278 доларів для жінок. За межею бідності перебувало 42,3 % осіб, у тому числі 66,2 % дітей у віці до 18 років та 24,6 % осіб у віці 65 років та старших.
Цивільне працевлаштоване населення становило 677 осіб. Основні галузі зайнятості: освіта, охорона здоров'я та соціальна допомога — 28,5 %, роздрібна торгівля — 17,4 %, мистецтво, розваги та відпочинок — 12,9 %, сільське господарство, лісництво, риболовля — 12,1 %.